# Hansjörg Weitbrecht (Verleger)
Hansjörg Weitbrecht (* 6. Mai 1943 in Stuttgart) ist ein deutscher Verleger und Mitglied im „Business Angels Netzwerk Deutschland e.V.“ (BAND).

## Leben und Wirken
Der Sohn des Verlegers und langjährigen Leiters des Thienemann-Verlags Richard Weitbrecht (1915–1995) studierte Germanistik, Geschichte und Politikwissenschaften an den Universitäten in Tübingen und Wien. Seit dem Sommersemester 1962 ist er Mitglied der Burschenschaft Germania Tübingen. Nach dem Studium trat Weitbrecht zunächst in den Schuldienst ein, wurde aber alsbald von seinem Vater im Jahre 1971 in den familienbetriebenen Verlag als Lektor berufen. Von 1975 bis zum Verkauf an den schwedischen Medienkonzern Bonnier aus Stockholm im Jahre 2001 war Weitbrecht als Nachfolger seines Vaters geschäftsführender Gesellschafter der Verlagsgruppe, der vor allem mit seinem Kinder- und Jugendbuchsortiment einen hohen Bekanntheitswert erreichte. Weitbrecht ist es maßgeblich zuzuschreiben, dass so bedeutende Jugendbuchautoren wie beispielsweise Otfried Preußler, Michael Ende und Max Kruse, deren Werke bereits unter seinem Vater Richard und dessen Schwester Lotte Weitbrecht herausgegeben wurden, weiterhin eng mit der Verlagsgruppe verbunden blieben.
Zwischenzeitlich gründete Hansjörg Weitbrecht im Jahre 1981 in Stuttgart als Tochterunternehmen des Thienemann-Verlags die Edition Weitbrecht, die vorwiegend den Bereich der Belletristik und des Sachbuchprogramms abdeckte und wenig später in Weitbrecht-Verlag umbenannt wurde sowie kleinere Filialen in Wien und Bern. Einige der erfolgreichsten von Weitbrecht verlegten Bücher waren Hans Bemmanns phantastischer Roman „Stein und Flöte“, der in zahlreichen Übersetzungen erschien, Das Druidentor von Wolfgang Hohlbein sowie die Buchreihe Die Bibliothek von Babel von Jorge Luis Borges. Weiterhin konnte Hans Jörg Weitbrecht unter anderen auch Michael Ende überzeugen, einen Großteil seiner Erfolgsromane in der Edition Weitbrecht zu verlegen sowie die Fantasy-Autorin Monika Felten als Autorin gewinnen.
Nachdem Weitbrecht 2001 den Thienemann Verlag in die Bonnier-Gruppe überführt hatte, gliederte er ein Jahr später seinen Weitbrecht-Verlag als Imprint Piper Fantasy dem Piper-Verlag in München an. Im Gegenzug erwarb er anschließend im Jahr 2003 zusammen mit Gunter Ehni noch die Rechte an der Edition Erdmann mit Sitz in Lenningen, einem ebenfalls 1981 gegründeten Tochterunternehmen des Thienemann Verlags mit Schwerpunkt auf Abenteuer- und Reiseliteratur. Zusammen mit der Lektorin Gudrun Kolb-Rothermel baute Weitbrecht hiermit erneut ein eigenständiges Unternehmen auf, welches 2008 von dem Marixverlag Wiesbaden übernommen wurde.
Hansjörg Weitbrecht ist Mitglied in der Arbeitsgemeinschaft der Jugendbuchverleger, den er bis 1991 leitete. Darüber hinaus gehört er dem Verlegerausschusses im Landesverband und im Börsenverein des Deutschen Buchhandels an sowie seit 1994 dem Stiftungsrat der internationalen Jugendbibliothek. Schließlich zählte Weitbrecht mehrfach zu den deutschen Vertretern auf der Internationalen Kinderbuchmesse in Bologna, wo er wesentlich dazu beitrug, vor allem den chinesischen Markt für deutsche Jugendbücher zu erschließen. Seit 1994 engagiert er sich im Rotaryclub Stuttgart-Wildpark.
Für sein herausragendes Engagement wurde Weitbrecht 2003 mit dem Volkacher Taler, einem Preis der Deutschen Akademie der Kinder- und Jugendbuchliteratur in Volkach am Main ausgezeichnet, und ferner wurde er im Jahr 2005 in den BAND Heaven of Fame, dem  Business Angels Netzwerk Deutschland e.V. mit Sitz in Essen, aufgenommen.

## Bibliografie (Auswahl)

### Bearbeitungen von Hans-Christian Andersen-Märchen
- Des Kaisers neue Kleider. Illustrationen: Ulf Löfgren, Stuttgart, Thienemann, 1980, ISBN 3-522-41600-7
- Das Feuerzeug. Illustrationen:  Ulf Löfgren. Stuttgart, Thienemann, 1980, ISBN 3-522-41640-6
- Der Tölpelhans. Illustrationen: Ulf Löfgren. Stuttgart, Thienemann, 1981 ISBN 3-522-41710-0
- Der Schweinehirt. Illustrationen: Ulf Löfgren. Stuttgart, Thienemann, 1981, ISBN 3-522-41700-3

### Sachbuch / Festschriften
- Michael Ende zum 50. [fünfzigsten] Geburtstag, Stuttgart, Thienemann, 1979
- Kinder, wie die Zeit vergeht. 150 Jahre Thienemann; Stuttgart, Thienemann, 1999, ISBN 3-522-17295-7